# أ. جاي بولارد
أ. جاي بولارد (بالإنجليزية: A. J. Pollard)‏ هو مؤرخ بريطاني، ولد في 1941.